# Pierre Antoine Daru
Pierre Antoine Noël Bruno hr. Daru (ur. 12 stycznia 1767 w Montpellier, zm. 5 września 1829 w Meulan) – francuski finansista, literat i polityk.
Od 1795 był szefem intendentury wojskowej Wielkiej Armii. Minister stanu i pełnomocnik z ramienia Napoleona Bonapartego podczas układów pokojowych w Preszburgu, w Tylży i w Wiedniu. W latach 1805, 1807 i 1809 piastował stanowisko generalnego intendenta w Prusach i Austrii. W 1818 mianowany Parem Francji, od 1828 członek Akademii Francuskiej.
Legionista (Kawaler) w 1803, Komendant (Komandor) w 1805, Wielki Oficer w 1811, udekorowany w 1813 Wielkim Orłem (Krzyżem Wielkim) Orderu Legii Honorowej i Krzyżem Wielkim Orderu Zjednoczenia w 1812. Kawaler polskiego Orderu Orła Białego w 1807 i Komandor saskiego Orderu Wojskowego św. Henryka.
Napisał m.in.:
- Histoire de la République de Venise (7 tomów, Paryż, 1819)
- Histoire de Bretagne (3 tomy, Paryż, 1826)
- Discours en vers sur les facultés de l'homme (Paryż, 1825)
- Astronomie (poemat dydaktyczny, Paryż, 1820)